# KamaGames
KamaGames — международный издатель и разработчик мобильных игр в жанре социального казино. Дневная уникальная аудитория проектов составляет 630 000 игроков.
Компания KamaGames разработала целый ряд free-to-play игр в жанре социального казино. Pokerist® Texas Poker — главная игра компании, отмеченная множеством международных наград. Игра Pokerist® Texas Poker возглавляла список самых кассовых приложений в AppStore в 101 стране, а также входила в топ-5 самых кассовых приложений в Google Play в 45 странах.
Среди других проектов KamaGames — Blackjackist, Roulettist, Vegas Slots, Set Poker, Omaha Poker, Baccarist и Split Bet Poker. Недавно компания добавила в свое портфолио игры Vegas Craps и Teen Patti.
KamaGames использует Random Number Generator Архивная копия от 1 июля 2019 на Wayback Machine (RNG) — генератор случайных чисел, заверенный независимой испытательной лабораторией iTechLabs и разработанный по самым высоким стандартам, что позволяет гарантировать честную игру. Игры компании доступны для мобильных устройств, социальных сервисов и Smart TV.
Штаб-квартира KamaGames расположена в Дублине. На данный момент в компании работает более 250 человек по всему миру.

## История
Компания KamaGames основана в 2010 году. Согласно официальному сайту компании, её главная задача — создание высококачественных, смелых и увлекательных игр в жанре социального казино для мобильных и иных устройств.
Приложение Pokerist выпущено в том же году и с тех пор остается основным проектом компании. За ним последовали другие игры в жанре социального казино: Roulettist в 2013 году, Blackjackist в 2016, Baccarist в 2017 и Vegas Slots в 2018 годах.
Изначально игры KamaGames разрабатывались для Европы, но вскоре распространились и в США, Азии, странах Океании, на Ближнем Востоке, в Китае, странах СНГ и Индии.  
Компания KamaGames не только разработчик и издатель, но и партнёр шоу Poker Night in America и компании Yoozoo Games, совместно с которой для Индии было создано приложение Poker Champions.
Пользователи могут играть в продукты KamaGames на мобильных устройствах, в социальных сетях и при помощи Smart TV. Чтобы расширить охват аудитории, компания KamaGames начала сотрудничать с такими социальными сетями, как VK.com и Facebook, а также с мессенджерами Viber и Tango.
В конце 2018 года компания заработала 76,4 миллиона долларов, что на 33% больше, чем в 2017 году. Это уже третий год непрерывного роста: в 2018 году в игры KamaGames играли более 120 миллионов человек по всему миру.

## Продукты
Pokerist Texas Poker
В 2010 году компания KamaGames выпустила Pokerist Texas Poker — игру, ставшую её основным проектом. В апреле приложение вышло на iOS, а в июне стало доступно для Android.
В апреле 2011 года вышла версия игры для Facebook, а за ней версии для Odnoklassniki.ru, Yandex, Amazon Store, Windows Phone, Instant Games от Facebook, SMART TV, Samsung Galaxy Apps и Apple TV.
Pokerist — одно из самых популярных приложений для игры в социальный покер. Игра возглавляла список самых кассовых приложений в AppStore в 101 стране, а также входила в топ-5 самых кассовых приложений в Google Play в 45 странах.
В Pokerist доступны еженедельные турниры Sit’n’Go, уникальные режимы Party, а также очень популярный среди игроков турнир Boost Poker. Режимы Party в Pokerist — это версии покера с оригинальными правилами, включающие, например, 10 to Ace Party, где игра ведется только старшими картами, Joker Party, где в колоду добавлены четыре джокера, которые могут заменять любые карты для создания более сильной комбинации. В 2018 году компания KamaGames стала первым социальным казино, добавившим в игру турниры за несколькими столами (MTT). Эта игровая механика раньше была доступна только в офлайн-казино. В том же году компания добавила вариации этих турниров: MTT Omaha и MTT Party, основанные на популярных среди игроков версиях покера — Омахе и режимах Party.
Пользователи могут ежедневно получать бесплатные фишки: как в самом приложении, так и в социальных сетях.
Кроме того, с годами развивалась и встроенная в игру система для общения: теперь пользователи могут отправлять друг другу виртуальные «подарки», а также использовать анимированные эмодзи и текстовые сообщения.  
Roulettist
Компания KamaGames расширила свое портфолио игр, выпустив в апреле 2013 года приложение Roulettist для iOS. Игра представляет собой рулетку, привычную для всех казино. Игроки могут выбрать её тип: классическую европейскую, французскую или более рискованную американскую рулетку. Игра стала доступна для Google Play в апреле 2013 года и для Amazon Store 31 марта 2015 года. В Roulettist также доступны внутриигровой чат и анимированные эмодзи. У игроков есть возможность завести друзей по всему миру.
Blackjackist
В июне 2016 года KamaGames выпустила игру Blackjackist. Blackjackist — это привычная игра в блек-джек, но с трехмерной графикой, основанной на технике захвата движения, встроенным чатом и простым удобным интерфейсом.
Baccarist
В феврале 2017 года была выпущена игра Baccarist.
Игра Baccarist основана на баккара — одной из самых популярных игр казино в мире. Игра любима как новичками, так и профессионалами.
Omaha
В 2017 году список игр KamaGames расширился: в апреле была добавлена игра Omaha Poker. Омаха отличается от более известного Техасского холдема тем, что в ней каждый игрок получает четыре карты вместо двух и должен составить комбинацию, используя две свои карты и три (из пяти) общие.
Set Poker
В декабре 2017 года компания KamaGames выпустила игру Set Poker. В основе Set Poker лежит так называемый трехкарточный покер. Игра начинается с раздачи трех карт игроку. Игроки могут делать дополнительные ставки и играют против казино. У дополнительных ставок, называемых Lucky 3 и Lucky 6, свой набор выигрышных комбинаций.
Vegas Slots
Vegas Slots — игра, основанная на привычных для казино слот-машинах. Компания KamaGames добавила слоты в свое портфолио в марте 2018 года. Пользователям доступно множество вариаций игровых автоматов, которые среди прочего включают Genie's Cave, Cleopatra's Treasures и Buffalo Valley. Каждый слот обладает красочной 3D-графикой и собственным набором разнообразных механик.
Vegas Craps
Это приложение основано на чрезвычайно популярной во всех казино мира игре в кости. Игра Vegas Craps от KamaGames — первое многопользовательское приложение с трехмерной графикой, выпущенное для App Store и Google Play. Дата выхода — август 2018 года.
Игра отличается реалистичными графикой и физикой, а также тщательно проработанной анимацией броска костей. Игроки могут переписываться в чате, обмениваться подарками и анимированными эмодзи и даже передавать игральные кости.
Split Bet Poker
Игра увидела свет в мае 2018 года. В Split Bet Poker играют с двумя общими картами и двумя картами в руке. Игроки в процессе игры могут оценивать свои шансы на победу и соответственно уменьшать уже сделанную ставку. Выигрыш в Split Bet Poker может достигнуть 1000 к 1, если игроку выпадет самая сильная комбинация. Также игроки могут делать дополнительные ставки: Lucky 3 и Lucky 6.
Teen Patti
В ноябре 2018 года компания KamaGames объявила о выходе Teen Patti — карточной игры, изобретенной в Индии и пользующейся большой популярностью в этом регионе. В неё могут играть до четырёх человек, у каждого из которых по три карты, перевернутых рубашкой вверх. По ходу игры банк возрастает, и победителем становится игрок с лучшими картами или же последний оставшийся в игре.

## Интересные факты
Переход на движок Unity
В ноябре 2016 года компания объявила о желании работать на Unity — ведущем игровом движке. Игры компании были переведены с нативных движков iOS и Android на Unity 5. Движок Unity позволил KamaGames добавить в игры несколько нововведений, например, мировые еженедельные турниры для игроков.
Сотрудничество с Manchester United
В 2015 году компания KamaGames стала официальным игровым партнёром ведущего английского футбольного клуба Manchester United. Специально для 659 миллионов фанатов клуба в KamaGames разработали игры под брендом Manchester United с использованием логотипа клуба, его фирменных образов, тем оформления и пр.
Выпущенные KamaGames игры Manchester United Social Poker и Manchester United Social Roulette включали изображения футболистов клуба и предоставили фанатам со всего мира возможность сыграть вместе и познакомиться за столом. Эти игры были выпущены на платформах iOS, Android, Windows, Amazon и Facebook.
Кармен Электра
В 2012 году компания KamaGames заключила годовой контракт с американской моделью и актрисой Кармен Электрой. По условиям контракта Кармен становилась лицом приложения Pokerist Texas Poker на один год. Кармен Электра сфотографировалась для оформления приложения, его иконок, баннеров и прочих промоматериалов. Контракт был продлен на два года в июле 2014 года.
Спонсорство IOHA
В марте 2017 года компания KamaGames стала ведущим спонсором Ирландской олимпийской ассоциации гандбола (IOHA), оказав поддержку национальной сборной Ирландии. Её логотип отныне размещен на форме всех игроков сборной. KamaGames финансово поддерживает сборную во время международных соревнований и помогает с поиском новых спортсменов и тренировками.

## Издание игр
Компания KamaGames запустила издательскую программу в июне 2013 года, чтобы оказывать поддержку другим разработчикам мобильных игр и искать партнёров для сотрудничества. По программе разработчикам выплачивалось 100 000 долларов США для пробного запуска игры, а также оказывалась всесторонняя поддержка: помощь в привлечении экспертов, локализации продукта и иные услуги. Поддержка издательской программы закончилась в 2016 году.
Apple TV
Pokerist Texas Poker — одна из первых игр, выпущенных Apple для платформы Apple TV. Операционная система tvOS, основанная на iOS, позволяет создавать игры специально для Apple TV.
HTML 5, Instant Games от Facebook и VK.com
В начале 2018 года компания KamaGames выпустила HTML5-версию игры Pokerist Texas Holdem для платформы Facebook Instant Games. Это позволило игрокам заходить в Pokerist, не скачивая само приложение. Игры запускаются через Messenger и приложения Facebook, не требуя установки дополнительного программного обеспечения.  
Перед появлением в Facebook Instant Games приложение Pokerist было размещено на игровой платформе Direct Games от VK.com в августе 2017 года.
В августе 2018 года компания KamaGames обновила версии своих игр на MacOS в MacAppStore: игроки получили возможность переключиться с нативного игрового движка на Unity.

## Издатели-партнеры
Компания KamaGames сотрудничает с целым рядом издателей.
Tango Mobile
Первым таким сотрудничеством стала совместная работа с Tango Mobile над играми Pokerist Texas Poker и Roulettist в 2014 году. В декабре 2016 года компания KamaGames объявила, что игра 3D Blackjack присоединится к Pokerist Texas Poker и Roulettist на платформе Tango.
Viber
В сентябре 2016 года компания KamaGames объявила о начале сотрудничества с Viber — ведущим мессенджером для мобильных устройств. Игра 3D Blackjack стала доступна 664 миллионам пользователей Viber в 193 странах мира.  
Spil Games
Компания KamaGames объявила о планах по запуску своих проектов на платформе Spil Games Portals в октябре 2016 года. Количество активных пользователей Spil Games в Европе каждый месяц превышает 100 миллионов.
Poker Night in America
В апреле 2017 года компания KamaGames объявила о начале сотрудничества с Poker Night in America — телевизионным шоу, входящим в сетку вещания CBS Sports.
Сотрудничество включает разработку приложения Poker Night in America, выпущенного как продукт компании KamaGames. Приложение доступно для скачивания в iOS App Store и Google Play. В марте 2018 года компания KamaGames объявила о выходе обновления, приуроченного к новому сезону Poker Night in America: в приложение были добавлены новые механики.
Yoozoo Games, Poker Champions и игровой рынок Индии
Компания KamaGames начала сотрудничество с азиатской компанией-разработчиком и издателем Yoozoo Games для выпуска приложения Poker Champions на игровой рынок Индии в январе 2018 года. Приложение Poker Champions основано на известной во всем мире игре Pokerist, но специально адаптировано для игроков из Индии.
Помимо графической составляющей изменился и темп игры: режимы Party в Poker Champions стали быстрее, чем в Pokerist, и привычнее игроку из Индии.  
В июне 2018 года компания KamaGames объявила о заключении эксклюзивного договора о сотрудничестве с Unity Ads.

## Награды и номинации
В августе 2013 года независимая исследовательская компания Social Casino Intelligence присудила KamaGames 14-е место в рейтинге 25 самых влиятельных компаний индустрии социального казино. Сбор данных для рейтинга SCi Power 25 проводится ежегодно по всему миру.
Сайт Best Mobile App Awards объявил приложение Pokerist Texas Poker одной из лучших игр 2013 года в номинации Overall Awards Platinum Award in the Card and Casino.  
Компания KamaGames два года подряд (2016, 2017) была номинирована на премию Best Social Operator от EGR Operator Awards и победила в номинации Innovation in Social Casino на церемонии награждения EGR Marketing and Innovation Awards в 2018 году.
Также компания KamaGames была названа Best Mobile Games Developer 2017 года в рамках вручения премии SofTech International Awards. Наградами SofTech отмечают самые новаторские компании в индустрии, предоставляющие своим игрокам уникальный и многосторонний сервис.
В 2019 году компания KamaGames стала лучшей в номинации Social Gaming Operator премии EGR North America Awards. Награды EGR вручают ведущим операторам и поставщикам услуг, которые показали выдающиеся успехи и инновационный подход к своим проектам за последние 12 месяцев.